# Джинджифилови
Джинджифилови е семейство многогодишни растения, включващо 25 рода и повече от 1000 вида.

## Описание
Представителите на това семейство се срещат предимно в тропичните райони, като в Югоизточна Азия видовото разнообразие е най-голямо. На височина достигат до 6 метра. Някои видове са епифити.